# Prosthechea bohnkiana
Prosthechea baculus  es una orquídea epífita originaria de América.  

## Descripción
Es una orquídea de tamaño medio a grande, con hábitos de epifita y con pseudobulbos cilíndricos, comprimidos lateralmente, y ensanchados envueltos en la juventud por 4  imbricadas envolturas de vainas caducas y con 3 hojas, apicales, subcoriáceas, agudas, dorsalmente con quilla, de color verde oscuro. Florece en el verano en una infloresceencia terminal de 31 cm  de largo, con hasta  21 flores que surgen a través de 3 espatas espatuladas imbricadas y llevando flores no resupinadas.

## Distribución y hábitat
Se encuentra en el Estado de Bahía en Brasil en las selvas tropicales en las elevaciones alrededor de 1.000 metros,    

## Taxonomía
Prosthechea bohnkiana fue descrito por V.P.Castro & G.F.Carr y publicado en Orchid Digest 69: 53 2004.
Etimología
Prosthechea: nombre genérico que deriva de las palabras griegas: prostheke (apéndice), en referencia al apéndice en la parte posterior de la columna.
bohnkiana: epíteto otorgado por Bohnk, un entusiasta brasileño de las orquídeas.
Sinonimia
- Anacheilium bohnkianum (V.P.Castro & G.F.Carr) Marçal	[3][4]